# Breitenstein (Schwäbische Alb)
Breitenstein er et 811 m højt klippeplateau i Baden-Württemberg, Tyskland. Det ligger nær landsbyen Ochsenwang ved Kreisstraße 1220 i kommunen Bissingen an der Teck.